# Власова, Евгения Александровна
Евгения Александровна Власова (укр. Євгенія Олександрівна Власова; род. 8 апреля 1978, Киев, УССР) — украинская певица, с 2008 по 2010 год лицо дома моды Юлии Айсиной. Бывшая супруга Дмитрия Костюка. Участница музыкально-развлекательного шоу «Народная звезда».

## Биография
Родилась в Киеве 8 апреля 1978 года. Её мать — Галина Поплавская снималась в кино, но остановила карьеру после рождения дочери, отец — Александр Поплавский пел в Капелле имени Левка Ревуцкого.
Её отец — родом из Кыргызстана.
Когда будущей певице был один год, отец ушёл из семьи. Но вскоре у Евгении появился отчим. А через несколько лет брат — Петр Крыжановский (который сейчас является директором Евгении Власовой). Увлечение музыкой и пением появилось у будущей певицы ещё в раннем детстве. Втайне от матери она посещала детский хор «Солнышко», в котором стала солисткой. После школы поступила в музыкальное училище им. Глиера. Уже на первом курсе участвовала в конкурсах, пела в клубе «Голливуд». Уже тогда Евгения содержала семью — брата и маму, в связи с тем, что ни отец, ни отчим не помогали им.
В 2000 году познакомилась с Дмитрием Костюком, который предложил Власовой свои услуги в качестве продюсера. Вместе они записали несколько песен. Однако, по большей части, работать Евгении приходилось самой. Снимались клипы, записывались песни, Евгения стала очень популярной (один из хитов того времени — «Я — живая река»). Её песни звучали в России и других странах. Позже она стала женой Дмитрия. Как признается Евгения, она вышла за Костюка лишь только потому, что забеременела. Хотя, несмотря ни на что, любила его и даже бросила сцену ради семьи. 4 августа 2004 года у них родилась дочь Нина. Вскоре Власова развелась с Костюком. Она утверждает, что причина развода — унижения и измены мужа.
В середине нулевых певица выпускает новые клипы, в том числе англоязычный ремейк песни Валерия Меладзе «Лимбо» в дуэте с Эндрю Дональдсом. Но через несколько лет Власова исчезает с экранов. Выяснилось, что врачи диагностировали у неё рак. Певице удалось побороть страшный недуг, после чего она вернулась на сцену. Участвовала в шоу «Народная звезда», где заняла второе место, а также благотворительных акциях, начинает сотрудничать с группой «Dazzle Dreams», в мае 2010 открывает вокальную школу.
В планах певицы выпуск нового альбома, клипов и участие в Евровидении.
В 2021 году участвовала в теле-проекте «Танцы со звёздами».

## Личная жизнь
- Бывший муж — продюсер Дмитрий Костюк

4 августа 2004 года у них родилась дочь Нина.

## Награды
- Лауреат конкурса «Песенный Вернисаж» (1996)
- Лауреат конкурса «Славянский базар» в Витебске (1997)
- Обладательница Гран-При на международном конкурсе «Королева песни» в Римини, Италия (1998)
- Лауреат конкурса «Песня года» в Киеве (1998)
- Победительница Всеукраинского открытого рейтинга популярности «Золотая фортуна» в номинации «Надежда XXl века» (1998)
- Участница шоу «Пять звёзд» в Сочи (2007)
- Самая красивая певица (2010)
- Участница шоу «Народная звезда-1» (2 место)

## Дискография

### Альбомы
- «Ветер надежды» (2003)
- «Wind Of Hope» — совместно с Эндрю Дональдсом (2006)
- «Синергия» (2008)

### Синглы
- «Живая река»
- «Северное сияние»
- «О тебе»
- «Буду сильнее»
- «Плачь обо мне»
- «Я буду…» (2007)
- «Шоу-тайм» (2008)
- «Лавина любви»
- «Я — мечта»

### Клипы
- «Не забувай»
- «Сипле сніг»
- «Emotional lady»
- «Плачь обо мне»
- «Живая река»
- «Буду сильнее»
- «Северное сияние»
- «Show time»
- «Я буду»
- «I will be»
- «Ветер надежды»
- «Wind of hope»
- «Limbo»
- «О тебе»
- «Show time (remix)»
- «Лавина любви»
- «Я — мечта»
- «В каждом биении сердца»
- «Красивые и богатые»
- «Киев-Одесса»
- «Мы не судьба»
- «Танцуй»
- «Не меняя картинок»